# Gepidové

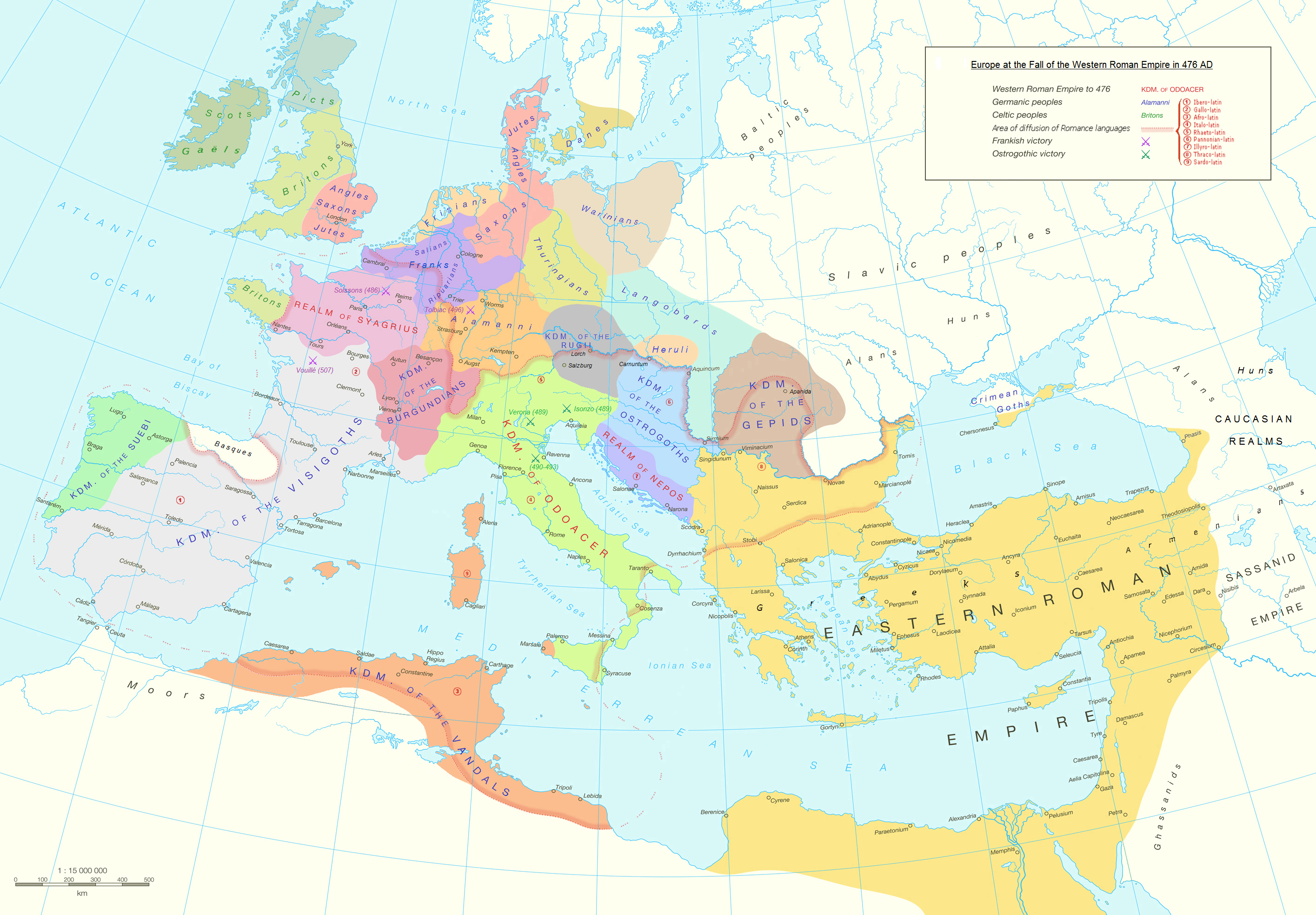
Evropa v době pádu západořímské říše v roce 476 n. l., Gepidská říše (hnědá)

Gepidové či Gepidé (latinsky Gepidae, Gipedae) byli východogermánský kmen, původem zřejmě z jižní Skandinávie. Byli blízce příbuzní s Góty nebo jejich odnoží. Poprvé jsou zmíněni v roce 260, když se s Góty zúčastnili invaze do Dácie. Od druhé poloviny 3. století sídlili v Karpatské kotlině a během 4. století se stali součástí říše Hunů. Pod vůdcem Ardarichem se sjednotili s ostatními germánskými kmeny a Huny v roce 454 nebo 455 porazili v bitvě na řece Nedao. Poté vzniklo království známé jako Gepidia s centrem ve městě Sirmium, dokud nebylo roku 567 poraženo Langobardy. Gepidy si podmanili Avaři a Langobardi, zbytky Gepidů se rozplynuli v národnostních proudech závěru stěhování národů.

## Jména Gepidů
Podle gótského historika Jordana pochází jméno Gepidů z gótštiny ze slova gepanta, což znamená „líný“ nebo „pomalý“. Gótové jim tak říkali, poněvadž Gepidé se živili zemědělstvím (na rozdíl od ostatních Gótů, kteří sháněli obživu z kořisti, tributů a z římských foederatních plateb). Anglosasové naproti tomu označovali Gepidy za šťastné, když jim říkali Gifdas nebo Gefdas.

## Historie

### Starší domovina
Nejstarší historicky známá sídelní oblast Gepidů je u ústí řeky Visly, odkud se v první polovině 3. století vydali na jihozápad. Pod vedením krále Fastidy porazili Burgundy. V roce 248 se spojili s Góty, Vandaly a napadli římské provincie Moesii, Thrákii a nakonec se usadili v Dácii. V témže roce se dostali do konfliktu se svými příbuznými Góty.
Ve druhé polovině 3. století se Gepidové usadili v okolí řeky Tisy, ve 4. století byli podmaněni Ostrogóty, kteří se sem po roce 375 uchýlili z Černomoří, kde byli napadeni Huny. Počátkem 5. století pronikli Hunové až do Panonie a kmeny zde usazené si podmanili. Na rozdíl od Ostrogótů, kteří pod hunskou vládou neměli své vlastní krále, měli Gepidové po celý čas hunské nadvlády možnost si krále volit.
Za vlády krále Ardaricha se gepidští bojovníci stali respektovaným mocenským faktorem a v roce 451 tvořili v bitvě na Katalaunských polích levé křídlo hunského vojska. Po Attilově smrti (453) se Gepidové spojili s Ostrogóty a dalšími germánskými kmeny, porazili Huny roku 454 v bitvě na řece Nedao.

### Gepidská říše (454–567)
Území ovládané Gepidy, Gepidská říše, se rozkládalo v oblasti Karpatské kotliny vymezené Tisou, Dunajem, Oltem a Karpatami. Styky s blízkými Ostrogóty byly již tradičně konfliktní a Gepidové proti nim roku 469 spolu s dalšími Germány zaútočili. S Římem, reprezentovaným východořímským císařem Marcianem, nejprve uzavřeli spojenectví, ale brzy se zmocnili území v Panonii a obsadili město Sirmium. Roku 504 je však ostrogótský král Theodorich o tuto část územních zisků připravil.

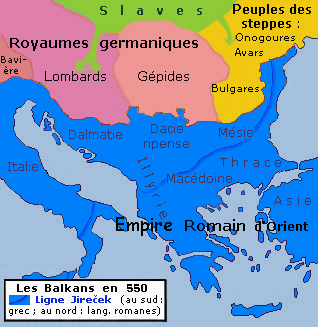
Situace na Balkáně kolem roku 550 před porážkou Gepidů a průnikem Avarů do Panonie.

Největší síly dosáhli Gepidové v roce 537, kdy se usazovali v bohatých oblastech okolo Bělehradu. Začali však být ohrožováni Langobardy, v té době spojenci Byzance, a Gepidové byli z této oblasti roku 546 vyhnáni. Za krále Thurisinda se spojili s bulharskými Kutrigury a slovanskými kmeny proti Langobardům a bulharským Utigurům, podporovaným Byzancí. V roce 552 došlo mezi Gepidy a Langobardy k bitvě u Asfeldu, v níž byli Gepidové poraženi.
Východořímská říše obávající se vzrůstu moci Langobardů se vzápětí s Gepidy spojila a roku 566 Langobardy porazila. To však vedlo Langobardy k vyhledání pomoci u Avarů. Zaštítěni jejich vlivem porazili roku 567 Gepidy vedené posledním gepidským králem Kunimundem. Na území poražených Gepidů se potom přesunuli Langobardi, ale již v roce 568 ustoupili před Avarským tlakem sami a k jejich cestě do Itálie se připojily i zbytky podmaněných Gepidů. Jen malá část Gepidů zůstala s Avary a část se přidala do vychodořímských služeb. Po těchto událostech ztratilo toto germánské etnikum dějinný význam.

## Christianizace Gepidů
Během doby hunského područí se nejspíše seznámili s křesťanstvím, pravděpodobně prostřednictvím Ostrogótů, jejichž část se po roce 439 vrátila z jižní Galie od tehdy již křesťanských Vizigótů. Podporuje to Jordanovo líčení jejich christianizace, kterou spojuje s konverzí Ostrogótů. Nadále však setrvávali i u pohanství, jak dokládá ve 40. letech 5. století Salvianus z Massilie. Zcela jasně jako křesťané jsou Gepidové uvedeni až v díle Prokopia z Kaisareie, z doby diplomatických jednání Gepidů s císařem Justiniánem.